# NGC 5755
NGC 5755 je prečkasta spiralna galaktika u zviježđu Volaru. 
Zajedno s NGC 5752, NGC 5754 i NGC 5753 pripada u malu skupinu Arp 297.

## Vanjske poveznice
- (engl.) SEDS: NGC 5755
- (engl.) Hartmut Frommert: Revidirani Novi opći katalog
- (engl.) Izvangalaktička baza podataka NASA-e i IPAC-a
- (engl.) Astronomska baza podataka SIMBAD
- (engl.) VizieR
- DSS-ova slika NGC 5755  Arhivirana inačica izvorne stranice od 4. ožujka 2016. (Wayback Machine)
- (engl.) Auke Slotegraaf: NGC 5755 Deep Sky Observer's Companion
- (engl.) Courtney Seligman: Objekti Novog općeg kataloga: NGC 5750 - 5799